# Маномпана
Маномпана (малаг. Manompana) — місто та громада на сході Мадагаскару.

## Демографія
За даними 2001 року в місті проживало 16316 осіб.

## Економіка
90 % населення займається землеробством. Вирощується рис, гвоздика та кава. 8 % населення зайнято у сфері послуг, ще 2 % — у рибальстві.